# Центр морально-психологічного забезпечення Збройних Сил України

Центр морально-психологічного забезпечення Збройних Сил України (скорочена назва Центр МПЗ ЗСУ, далі – Центр) є установою Збройних Сил України та призначений для оперативного реагування на зміну морально-психологічного стану особового складу під час виконання військами (силами) завдань за призначенням в будь-яких умовах обстановки.

## Законодавчий статус
Центр у своїй діяльності керується Конституцією та законами України, актами Президента України, Кабінету Міністрів України, постановами Верховної Ради України, іншими актами законодавства України, дорученнями Президента України, наказами і директивами Президента України, Міністра оборони України, Головнокомандувача Збройних Сил України, начальника Генерального штабу Збройних Сил України, наказами начальника Головного управління морально-психологічного забезпечення Збройних Сил України.

## Підпорядкування
Головному управлінню морально-психологічного забезпечення Збройних Сил України.

## Керівництво
2016 - 2022 │Начальник Центру – полковник Ігор Павліченко
2022...│Начальник Центру – полковник Дмитро Дрозденко

## Структура
- Відділ формування та супроводження високомобільних груп внутрішніх комунікацій
- Відділ оперативної психологічної роботи у військах (силах)
- Відділ оперативної інформаційної роботи у військах (силах)
- Відділ культурологічної роботи у військах (силах)
- Адміністративний відділ
- Автомобільне відділення

## Завдання
- оперативне реагування на зміни морально-психологічного стану особового складу Збройних Сил України, що виникають під час виконання завдань за призначенням;
- безперервний аналіз чинників, які впливають на морально-психологічний стан особового складу військ (сил) під час виконання завдань за призначенням та підготовка пропозицій для оперативного прийняття відповідних рішень;
- забезпечення культурологічних потреб військовослужбовців, працівників Збройних Сил України та членів їх сімей;
- координація діяльності центрів морально-психологічної підтримки видів, окремих родів військ (сил), оперативних командувань та Корпусу резерву Сухопутних військ Збройних Сил України.

## Функції
- організовує діяльність високомобільних груп внутрішніх комунікацій щодо виконання практичних завдань морально-психологічного забезпечення[3] у визначених військових частинах (підрозділах), надає пропозиції щодо наявних можливостей сил та засобів;
- здійснює заходи оперативної психологічної роботи, оперативного реагування на психологічні кризові психоемоційні стани особового складу у визначених військових частинах (підрозділах);
- організовує вивчення та оперативний моніторинг інформаційного простору (кіберпростору) з питань динаміки змін основних чинників суспільно-політичної обстановки, які впливають на виконання військами (силами) завдань за призначенням і надає узагальнені результати для врахування під час оцінювання суспільно-політичної обстановки;
- готує інформаційно-довідкові матеріали щодо основних чинників впливу на суспільно-політичну обстановку в Україні;
- бере участь в оцінюванні морально-психологічного стану особового складу, зборі і аналізі чинників, що впливають на здатність виконувати завдання за призначенням визначених військових частин (підрозділів);
- бере участь у проведенні заходів інформаційно-роз’яснювальної роботи серед військовослужбовців;
- організовує та координує проведення культурологічних заходів в інтересах військовослужбовців, працівників Збройних Сил України та членів їх сімей;
- здійснює формування та інформаційний супровід практичної діяльності за напрямом та медійну роботу на офіційних ресурсах Центру;
- розробляє презентаційні матеріали (брошури, аудіовізуальний контент, музичні збірки, відеоролики та інш.) за напрямком діяльності;
- здійснює моніторинг та координацію діяльності центрів морально-психологічної підтримки видів, окремих родів військ (сил), оперативних командувань та Корпусу резерву Сухопутних військ Збройних Сил України з метою оптимізації роботи у військових частинах (підрозділах).